# Mark Hildreth

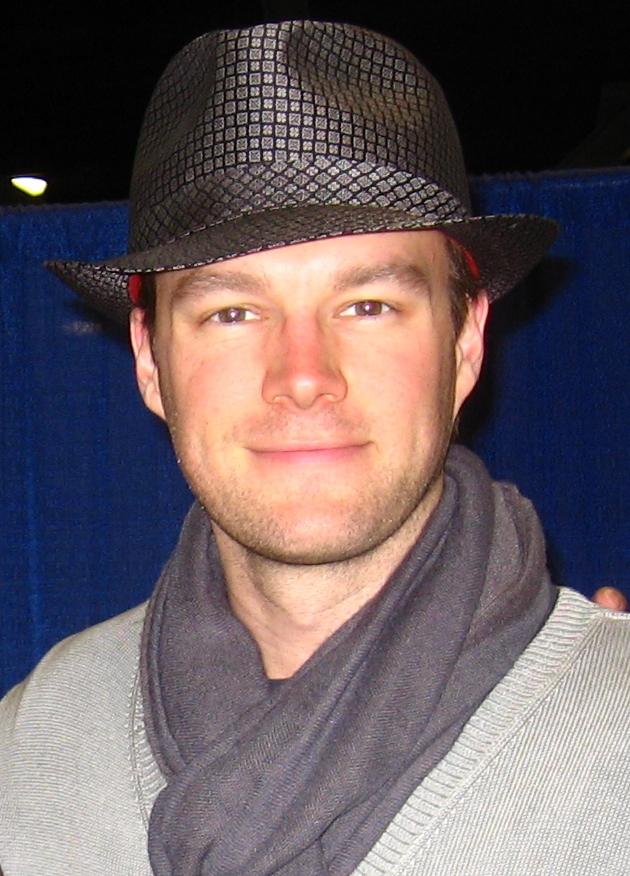
Mark Hildreth (2009)

Mark Hildreth (* 24. Januar 1978 in Vancouver, British Columbia, Kanada) ist ein kanadischer Schauspieler und Musiker.

## Leben und Karriere
Er macht seit seinem fünften Lebensjahr Musik. Als er während einer Autofahrt mit seinem Vater einen Casting-Aufruf im Radio hörte, wollte er unbedingt daran teilnehmen. Nachdem er sich mit acht Jahren selbst das Klavierspielen beibrachte, hatte er seinen ersten Auftritt in der Oper Madame Butterfly im Queen Elizabeth Theatre in Vancouver.
Einem breiteren Publikum wurde er durch seine Rollen in V – Die Besucher bekannt.
Aber auch als Musiker hat er schon einige Erfolge gefeiert. Er gewann unter anderem 2006 den New Generation Song Contest und 2008 die Disc Makers’ Independent Music World Series. Zurzeit nimmt er sein zweites Studioalbum auf.

## Filmografie (Auswahl)
- 1985: Love Is Never Silent
- 1987: Das Versprechen des Elmer Jackson (After the Promise)
- 1992–1994: The Odyssey (Fernsehserie)
- 1994: Madison (Fernsehserie)
- 1996: Todesschwadron aus der Zukunft (Past Perfect)
- 1998–2000: Liebling, ich habe die Kinder geschrumpft (Honey, I Shrunk the Kids: The TV Show) (Fernsehserie)
- 2002: Andromeda (Fernsehserie)
- 2002: They – Sie Kommen (They)
- 2002–2003: Just Cause (Fernsehserie)
- 2004: Earthsea – Die Saga von Erdsee (Legend of Earthsea)
- 2005: Young Blades (Fernsehserie)
- 2007: Pirates of the Caribbean – Am Ende der Welt (Pirates of the Caribbean: At World’s End)
- 2008: Eureka – Die geheime Stadt (Eureka, Fernsehserie)
- 2009: Supernatural (Fernsehserie)
- 2009: Die Tudors (The Tudors, Fernsehserie)
- 2009–2011: V – Die Besucher (V, Fernsehserie)
- 2013: Die neue Prophezeiung der Maya (End of the World) (Fernsehfilm)
- 2014–2015: Resurrection (Fernsehserie)
- 2020: Ninjago (als Milton Mayer; Sprechrolle)
- 2023: Ninjago: Aufstieg der Drachen (als Arrakore, Sprechrolle)

## Diskografie
- 2008: Complex State of Attachment